# Michael Snow (avocat)
 (février 2025).
Motif : Peu de sources disponibles, souvent issues du mouvement Wikimédia lui-même. Probablement non-admissible en tant qu'avocat, en tant que fondateur du Signpost ou en tant qu'ancien président de la WMF, on peut en douter.
- Archive Wikiwix
- Bing
- Cairn
- DuckDuckGo
- E. Universalis
- Gallica
- Google
- G. Books
- G. News
- G. Scholar
- Persée
- Qwant
- (zh) Baidu
- (ru) Yandex
- (wd) trouver des œuvres sur Wikidata

| 1. | Préciser le motif de la pose du bandeau. | Précisez le motif de la pose du bandeau en utilisant la syntaxe suivante : {{admissibilité à vérifier\|date=mars 2025\|motif=remplacez ce texte par le motif}}                             |
| 2. | Informer les utilisateurs concernés.     | Pensez à avertir le créateur de l'article, par exemple, en insérant le code ci-dessous sur sa page de discussion : {{subst:avertissement admissibilité à vérifier\|Michael Snow (avocat)}} |

Pour les articles homonymes, voir Snow et Michael Snow (homonymie).
Michael Snow, né le 22 janvier 1974, est un juriste allemand élu le 17 juillet 2008 troisième président du conseil d'administration de la Fondation Wikimédia, après Jimmy Wales et Florence Devouard.

## Biographie
Michael Snow est titulaire d'un diplôme de premier cycle en histoire et sciences politiques.[réf. nécessaire]
Journaliste, il crée en janvier 2005 le journal en ligne de Wikipédia (en anglais) The Signpost (en). Juriste diplômé de l'Université de Washington, il travaille à Seattle.
Michael Snow contribue à Wikipédia depuis décembre 2003 et est élu troisième président du conseil d'administration de la Wikimedia Foundation le 17 juillet 2008.
En juillet 2010, lors de la conférence Wikimania à Gdańsk, il quitte la présidence du conseil d'administration de la Fondation Wikimédia et est remplacé dans ses fonctions par Ting Chen.